# Jeu de paires
Le jeu de paires est un jeu de société qui est connu sous différents noms :
- Kai-Awase (貝合わせ), XIIe siècle, Japon ;
- Pairs et Pelmanism, XIXe siècle, Angleterre et États-Unis ;
- Zwillingsspiel, années 1940, Bertha von Schroeder, Suisse ;
- Punta, années 1950, Édition Carlit ;
- Memory, 1959, Ravensburger ;
- Pexeso, 1965, Tchécoslovaquie ;
- Merkfix, années 1970, VEB Plasticart (en), RDA.

## Principe
Le jeu se compose de paires de cartes portant des illustrations identiques. L'ensemble des cartes est mélangé, puis étalé face contre table. À son tour, chaque joueur retourne deux cartes de son choix. S'il découvre deux cartes identiques, il les ramasse et les conserve, ce qui lui permet de rejouer.
Si les cartes ne sont pas identiques, il les retourne faces cachées à leur emplacement de départ.
Le jeu se termine quand toutes les paires de cartes ont été découvertes et ramassées. Le gagnant est le joueur qui possède le plus de paires.

## Variante
Une variante possible consiste en l'introduction d'une carte sans appariement, qui reste donc la dernière carte en jeu après que toutes les paires ont été découvertes.

## Thèmes
Le jeu a été décliné en de nombreux thèmes (publicitaires, thématiques, à licences). Certaines éditions sont désormais épuisées et remplacées par de nouvelles aux thèmes plus modernes.
L'éditeur propose aussi à ses clients de créer leur propre jeu, avec leurs propres photos.